# Cotesia alternicolor
Cotesia alternicolor är en stekelart som först beskrevs av You och Zhou 1988.  Cotesia alternicolor ingår i släktet Cotesia och familjen bracksteklar. Inga underarter finns listade i Catalogue of Life.